# Рави (река)
Рави (енгл. Ravi) је река која протиче кроз Индију. Дуга је 720 km. Улива се у Ченаб. 